# دييغو روزا
دييغو روزا (بالإيطالية: Diego Rosa)‏ هو دراج إيطالي، ولد في 27 مارس 1989 في ألبا في إيطاليا.

## وصلات خارجية
- الموقع الرسمي
- دييغو روزا على موقع الاتحاد الدولي للدراجات (الإنجليزية)
- دييغو روزا على موقع أرشيف الدراجات (الإنجليزية)
- دييغو روزا على موقع إحصائيات الدراجات الإحترافية (الإنجليزية)
- دييغو روزا على موقع نسبة الدراجات (الإنجليزية)
- دييغو روزا على موقع CycleBase (الإنجليزية)
- دييغو روزا على موقع اللجنة الأولمبية الدولية (الإنجليزية)
- دييغو روزا على موقع أوليمبيديا (الإنجليزية)